# Argentina tại Thế vận hội
Argentina tham dự Thế vận hội lần đầu năm 1900. Quốc gia này đã gửi vận động viên (VĐV) tới các kỳ Thế vận hội Mùa hè được tổ chức kể từ đó, trừ các kỳ năm 1904, 1912 và lần tẩy chay Thế vận hội Mùa hè 1980. Argentina góp mặt tại Thế vận hội Mùa đông các năm 1928, 1948, 1952 và tham gia đều đặn từ 1960.
Argentina là một trong số 12 nước – và là nước duy nhất trong nhóm các quốc gia nói tiếng Tây Ban Nha hoặc Bồ Đào Nha (Ibero-America) – sáng lập Ủy ban Olympic Quốc tế (IOC) năm 1894, đại diện bởi một thành viên trong ban điều hành đầu tiên, José Benjamin Zubiaur, người đảm nhiệm vị trí này đến 1907. Ủy ban Olympic quốc gia của Argentina được thành lập và công nhận năm 1923. Đoàn Argentina đã có những màn thể hiện xuất sắc trong giai đoạn 1924-1952, khi giành ít nhất một huy chương vàng mỗi kỳ.
Bắt đầu từ Thế vận hội Mùa hè 1956, Argentina dần sa sút về thành tích, mà đỉnh điểm là tình trạng trắng tay, không có huy chương tại các Thế vận hội Mùa hè 1976 và 1984. Tại Thế vận hội Mùa hè 2004 ở Athens, nước này mới lại có huy chương vàng sau 52 năm.
Các VĐV Argentina đã mang về tổng cộng 74 tấm huy chương Thế vận hội Mùa hè. 24 trong số này thuộc quyền Anh; đây cũng là môn có nhiều huy chương nhất trong các môn Argentina tham gia. Argentina chưa có huy chương Thế vận hội Mùa đông.
Buenos Aires sẽ tổ chức Thế vận hội Trẻ Mùa hè 2018.

## Bảng huy chương
Các số in đậm là những thành tích tốt nhất đoàn từng đạt được

### Huy chương tại các kỳ Thế vận hội Mùa hè
| Thế vận hội           | Số VĐV        | Vàng          | Bạc           | Đồng          | Tổng số       | Xếp thứ       |
| Athens 1896           | không tham dự |               |               |               |               |               |
| Paris 1900            | 1             | 0             | 0             | 0             | 0             | –             |
| St. Louis 1904        | không tham dự | không tham dự | không tham dự | không tham dự | không tham dự | không tham dự |
| Luân Đôn 1908         | 1             | 0             | 0             | 0             | 0             | –             |
| Stockholm 1912        | không tham dự | không tham dự | không tham dự | không tham dự | không tham dự | không tham dự |
| Antwerpen 1920        | 1             | 0             | 0             | 0             | 0             | –             |
| Paris 1924            | 77            | 1             | 3             | 2             | 6             | 16            |
| Amsterdam 1928        | 81            | 3             | 3             | 1             | 7             | 12            |
| Los Angeles 1932      | 32            | 3             | 1             | 0             | 4             | 11            |
| Berlin 1936           | 51            | 2             | 2             | 3             | 7             | 13            |
| Luân Đôn 1948         | 199           | 3             | 3             | 1             | 7             | 13            |
| Helsinki 1952         | 123           | 1             | 2             | 2             | 5             | 19            |
| Melbourne 1956        | 28            | 0             | 1             | 1             | 2             | 29            |
| Roma 1960             | 91            | 0             | 1             | 1             | 2             | 30            |
| Tokyo 1964            | 102           | 0             | 1             | 0             | 1             | 30            |
| Thành phố México 1968 | 89            | 0             | 0             | 2             | 2             | 41            |
| München 1972          | 92            | 0             | 1             | 0             | 1             | 33            |
| Montréal 1976         | 69            | 0             | 0             | 0             | 0             | –             |
| Moskva 1980           | không tham dự | không tham dự | không tham dự | không tham dự | không tham dự | không tham dự |
| Los Angeles 1984      | 82            | 0             | 0             | 0             | 0             | –             |
| Seoul 1988            | 118           | 0             | 1             | 1             | 2             | 35            |
| Barcelona 1992        | 84            | 0             | 0             | 1             | 1             | 54            |
| Atlanta 1996          | 178           | 0             | 2             | 1             | 3             | 54            |
| Sydney 2000           | 143           | 0             | 2             | 2             | 4             | 57            |
| Athens 2004           | 152           | 2             | 0             | 4             | 6             | 38            |
| Bắc Kinh 2008         | 137           | 2             | 0             | 4             | 6             | 35            |
| Luân Đôn 2012         | 142           | 1             | 1             | 2             | 4             | 42            |
| Rio de Janeiro 2016   | 213           | 3             | 1             | 0             | 4             | 27            |
| Tokyo 2020            | chưa diễn ra  |               |               |               |               |               |
| Tổng số               | Tổng số       | 21            | 25            | 28            | 74            | 41            |

### Huy chương tại các kỳ Thế vận hội Mùa đông
| Thế vận hội              | Số VĐV        | Vàng          | Bạc           | Đồng          | Tổng số       | Xếp thứ       |
| Chamonix 1924            | không tham dự | không tham dự | không tham dự | không tham dự | không tham dự | không tham dự |
| St. Moritz 1928          | 10            | 0             | 0             | 0             | 0             | –             |
| 1932–1936                | không tham dự | không tham dự | không tham dự | không tham dự | không tham dự | không tham dự |
| St. Moritz 1948          | 9             | 0             | 0             | 0             | 0             | –             |
| Oslo 1952                | 12            | 0             | 0             | 0             | 0             | –             |
| Cortina d'Ampezzo 1956   | không tham dự | không tham dự | không tham dự | không tham dự | không tham dự | không tham dự |
| Squaw Valley 1960        | 6             | 0             | 0             | 0             | 0             | –             |
| Innsbruck 1964           | 12            | 0             | 0             | 0             | 0             | –             |
| Grenoble 1968            | 5             | 0             | 0             | 0             | 0             | –             |
| Sapporo 1972             | 2             | 0             | 0             | 0             | 0             | –             |
| Innsbruck 1976           | 8             | 0             | 0             | 0             | 0             | –             |
| Lake Placid 1980         | 13            | 0             | 0             | 0             | 0             | –             |
| Sarajevo 1984            | 18            | 0             | 0             | 0             | 0             | –             |
| Calgary 1988             | 15            | 0             | 0             | 0             | 0             | –             |
| Albertville 1992         | 20            | 0             | 0             | 0             | 0             | –             |
| Lillehammer 1994         | 10            | 0             | 0             | 0             | 0             | –             |
| Nagano 1998              | 2             | 0             | 0             | 0             | 0             | –             |
| Thành phố Salt Lake 2002 | 11            | 0             | 0             | 0             | 0             | –             |
| Torino 2006              | 9             | 0             | 0             | 0             | 0             | –             |
| Vancouver 2010           | 7             | 0             | 0             | 0             | 0             | –             |
| Sochi 2014               | 7             | 0             | 0             | 0             | 0             | –             |
| Pyeongchang 2018         | 7             | 0             | 0             | 0             | 0             | –             |
| Bắc Kinh 2022            | chưa diễn ra  | chưa diễn ra  | chưa diễn ra  | chưa diễn ra  | chưa diễn ra  | chưa diễn ra  |
| Tổng số                  | Tổng số       | 0             | 0             | 0             | 0             | –             |

### Huy chương theo môn
| Quyền Anh            | 7  | 7  | 10 | 24 |
| Điền kinh            | 2  | 3  | 0  | 5  |
| Bóng đá              | 2  | 2  | 0  | 4  |
| Polo                 | 2  | 0  | 0  | 2  |
| Thuyền buồm          | 1  | 4  | 5  | 10 |
| Khúc côn cầu trên cỏ | 1  | 2  | 2  | 5  |
| Chèo thuyền          | 1  | 1  | 2  | 4  |
| Bơi lội              | 1  | 1  | 1  | 3  |
| Bóng rổ              | 1  | 0  | 1  | 2  |
| Judo                 | 1  | 0  | 1  | 2  |
| Xe đạp               | 1  | 0  | 0  | 1  |
| Taekwondo            | 1  | 0  | 0  | 1  |
| Quần vợt             | 0  | 2  | 3  | 5  |
| Cử tạ                | 0  | 1  | 1  | 2  |
| Đua ngựa             | 0  | 1  | 0  | 1  |
| Bắn súng             | 0  | 1  | 0  | 1  |
| Đấu kiếm             | 0  | 0  | 1  | 1  |
| Bóng chuyền          | 0  | 0  | 1  | 1  |
| Tổng số              | 21 | 25 | 28 | 74 |

## Bảng huy chương tạiThế vận hội Trẻ

### Thế vận hội Trẻ Mùa hè
| Thế vận hội       | Số VĐV       | Vàng         | Bạc          | Đồng         | Tổng số      | Xếp thứ      |
| Singapore 2010    | 59           | 1            | 2            | 2            | 5            | 37           |
| Nam Kinh 2014     | 60           | 1            | 2            | 4            | 7            | 41           |
| Buenos Aires 2018 | chưa diễn ra | chưa diễn ra | chưa diễn ra | chưa diễn ra | chưa diễn ra | chưa diễn ra |
| Tổng số           | Tổng số      | 2            | 4            | 6            | 12           | 43           |

### Thế vận hội Trẻ Mùa đông
| Thế vận hội      | Số VĐV  | Vàng | Bạc | Đồng | Tổng số | Xếp thứ |
| Innsbruck 2012   | 5       | 0    | 0   | 0    | 0       | -       |
| Lillehammer 2016 | 9       | 0    | 0   | 0    | 0       | -       |
| Tổng số          | Tổng số | 0    | 0   | 0    | 0       | -       |

### Huy chương theo môn Thế vận hội Trẻ Mùa hè
| Điền kinh              | 1 | 0 | 0 | 1  |
| Thuyền buồm            | 1 | 0 | 0 | 1  |
| Khúc côn cầu trên cỏ   | 0 | 1 | 1 | 2  |
| Đua ngựa               | 0 | 1 | 0 | 1  |
| Bóng bầu dục bảy người | 0 | 1 | 0 | 1  |
| Bóng chuyền            | 0 | 1 | 0 | 1  |
| Bóng rổ                | 0 | 0 | 1 | 1  |
| Bóng chuyền bãi biển   | 0 | 0 | 1 | 1  |
| Quyền Anh              | 0 | 0 | 1 | 1  |
| Taekwondo              | 0 | 0 | 1 | 1  |
| Cử tạ                  | 0 | 0 | 1 | 1  |
| Tổng số                | 2 | 4 | 6 | 12 |